# 圣安娜省
聖安娜省（西班牙語：Santa Ana）是薩爾瓦多十四個省之一，位於該國西北部，西為瓜地馬拉（部份為圭哈湖湖面），東北為宏都拉斯。該國最大的河流倫帕河為該省的東界，西南有科阿特佩克湖。面積2023平方公里，人口630,903人（2006年）。首都聖安娜。
1855年建省。下分十三個自治市。
1. ↑   [Total population per department]. Portal Geoestadístico Resultados del Censo de Población y Vivienda 2024.   [13 November 2024]. （原始内容存档于2025-02-01） （西班牙语）.